# 2021–2022-es magyar gyeplabdabajnokság
A 2021–2022-es magyar gyeplabdabajnokság a kilencvenkettedik gyeplabdabajnokság volt. A bajnokságban három csapat indult el, a csapatok két kört játszottak.

## Tabella
| #  | Csapat                     | M | Gy | D | V | G+ | G- | P |
| -- | -------------------------- | - | -- | - | - | -- | -- | - |
| 1. | Soroksári HC               | 4 | 3  | 0 | 1 | 10 | 5  | 9 |
| 2. | Építők HC                  | 4 | 3  | 0 | 1 | 8  | 4  | 9 |
| 3. | Grassalkovich Soroksári HC | 4 | 0  | 0 | 4 | 4  | 13 | 0 |

* M: Mérkőzés Gy: Győzelem D: Döntetlen V: Vereség G+: Ütött gól G-: Kapott gól P: Pont